# غار دره زمین
غار دره زمین مربوط به دوران پیش از تاریخ ایران باستان است و در شهرستان چرداول، بخش شیروان، روستای زنجیره علیا واقع شده و این اثر در تاریخ ۱۴ مرداد ۱۳۸۲ با شمارهٔ ثبت ۹۵۳۷ به‌عنوان یکی از آثار ملی ایران به ثبت رسیده است.